# Canton de Magny-le-Désert
Le canton de Magny-le-Désert est une circonscription électorale française du département de l'Orne créée par le décret du 25 février 2014 et entrée en vigueur lors des premières élections départementales suivant la publication du décret.

## Histoire
Un nouveau découpage territorial de l'Orne entre en vigueur à l'occasion des élections départementales de 2015. Il est défini par le décret du 25 février 2014, en application des lois du 17 mai 2013 (loi organique 2013-402 et loi 2013-403). Les conseillers départementaux sont, à compter de ces élections, élus au scrutin majoritaire binominal mixte. Les électeurs de chaque canton élisent au Conseil départemental, nouvelle appellation du Conseil général, deux membres de sexe différent, qui se présentent en binôme de candidats. Les conseillers départementaux sont élus pour 6 ans au scrutin binominal majoritaire à deux tours, l'accès au second tour nécessitant 12,5 % des inscrits au 1er tour. En outre la totalité des conseillers départementaux est renouvelée. Ce nouveau mode de scrutin nécessite un redécoupage des cantons dont le nombre est divisé par deux avec arrondi à l'unité impaire supérieure si ce nombre n'est pas entier impair, assorti de conditions de seuils minimaux. Dans l'Orne, le nombre de cantons passe ainsi de 40 à 21.
Le canton de Magny-le-Désert est formé de communes des anciens cantons de La Ferté-Macé (trois communes), d'Écouché (treize communes), de Carrouges (vingt-deux communes) et de Briouze (trois communes). Avec ce redécoupage administratif, le territoire du canton s'affranchit des limites d'arrondissements, avec vingt-et-un communes incluses dans l'arrondissement d'Alençon et quatorze dans celui d'Argentan. Le bureau centralisateur est situé à Magny-le-Désert.

## Représentation
| Période élective | Période élective | Mandat | Mandat   | Identité           | Nuance | Nuance | Qualité |
| ---------------- | ---------------- | ------ | -------- | ------------------ | ------ | ------ | --- |
| 2015             | 2021             | 2015   | 2021     | Thierry Clérembaux |        | DVD    | Agriculteur, maire de Fleuré |
| 2015             | 2021             | 2015   | 2021     | Maryse Oliveira    |        | DVD    | Manipulatrice en électrocardiologie, adjointe au maire de Saint-Martin-des-Landes, ancienne conseillère générale du canton de Carrouges (2011-2015)          |
| 2021             | 2028             | 2021   | en cours | Valérie Alain      |        | DVD    | Cadre chez Engie, Magny-le-Désert, ancienne adjointe au maire de Boulogne-Billancourt, fille de l'ancien conseiller du canton de la Ferté Macé Daniel Miette |
| 2021             | 2028             | 2021   | en cours | Thierry Clérembaux |        | DVD    | Conseiller sortant, agriculteur retraité |

### Résultats détaillés

#### Élections de mars 2015
À l'issue du 1er tour des élections départementales de 2015, trois binômes sont en ballottage : Thierry Clérembaux et Maryse Oliveira (DVD, 45,42 %), Rina Poissonnier et Guy Salles (FN, 30,27 %) et Annie Hanachi et Vincent Veron (Union de la Gauche, 24,31 %). Le taux de participation est de 56,68 % (5 676 votants sur 10 014 inscrits) contre 54,04 % au niveau départemental et 50,17 % au niveau national.
Au second tour, Thierry Clérembaux et Maryse Oliveira (DVD) sont élus avec 49,83 % des suffrages exprimés et un taux de participation de 58,41 % (2 764 voix pour 5 849 votants et 10 014 inscrits).

#### Élections de juin 2021
Le premier tour des élections départementales de 2021 est marqué par un très faible taux de participation (33,26 % au niveau national). Dans le canton de Magny-le-Désert, ce taux de participation est de 36,98 % (3 689 votants sur 9 975 inscrits) contre 34,53 % au niveau départemental. À l'issue de ce premier tour, deux binômes sont en ballottage : Valérie Alain et Thierry Clérembaux (DVD, 71,73 %) et Annie Hanachi et Vincent Véron (DVG, 28,27 %).
Le second tour des élections est marqué une nouvelle fois par une abstention massive équivalente au premier tour. Les taux de participation sont de 34,36 % au niveau national, 34,27 % dans le département et 35,58 % dans le canton de Magny-le-Désert. Valérie Alain et Thierry Clérembaux (DVD) sont élus avec 72,09 % des suffrages exprimés (2 356 voix pour 3 549 votants et 9 974 inscrits),,.

## Composition
Lors du redécoupage de 2014, le canton de Magny-le-Désert comprenait quarante-six communes entières.
À la suite de la création des communes nouvelles de La Ferté Macé au 1er janvier 2016, d'Écouché-les-Vallées au 1er janvier 2017, de Monts-sur-Orne au 1er janvier 2018 et de L'Orée-d'Écouves au 1er janvier 2019, ainsi qu'au décret du 5 mars 2020, rattachant entièrement la commune nouvelle de La Ferté Macé au canton de La Ferté Macé et celle d'Écouché-les-Vallées au canton de Magny-le-Désert, le canton comprend désormais trente-cinq communes entières.
| Nom                                     | Code Insee | Intercommunalité                           | Superficie (km2) | Population (dernière pop. légale) | Densité (hab./km2) | Modifier                                    |
| --------------------------------------- | ---------- | ------------------------------------------ | ---------------- | --------------------------------- | ------------------ | ------------------------------------------- |
| Magny-le-Désert (bureau centralisateur) | 61243      | CC du Pays fertois et du Bocage carrougien | 33,34            | 1 386 (2022)                      | 42                 | modifier les données · modifier les données |
| Avoine                                  | 61020      | CC Terres d'Argentan Interco               | 9,43             | 217 (2022)                        | 23                 | modifier les données · modifier les données |
| Boucé                                   | 61055      | CC Terres d'Argentan Interco               | 20,39            | 567 (2022)                        | 28                 | modifier les données · modifier les données |
| Carrouges                               | 61074      | CC du Pays fertois et du Bocage carrougien | 8,58             | 626 (2022)                        | 73                 | modifier les données · modifier les données |
| Chahains                                | 61080      | CC du Pays fertois et du Bocage carrougien | 7,65             | 82 (2022)                         | 11                 | modifier les données · modifier les données |
| Le Champ-de-la-Pierre                   | 61085      | CC du Pays fertois et du Bocage carrougien | 4,05             | 29 (2022)                         | 7,2                | modifier les données · modifier les données |
| La Chaux                                | 61104      | CC du Pays fertois et du Bocage carrougien | 5,06             | 53 (2022)                         | 10                 | modifier les données · modifier les données |
| Ciral                                   | 61107      | CU d'Alençon                               | 17,99            | 410 (2022)                        | 23                 | modifier les données · modifier les données |
| Écouché-les-Vallées                     | 61153      | CC Terres d'Argentan Interco               | 41,23            | 2 193 (2022)                      | 53                 | modifier les données · modifier les données |
| Fleuré                                  | 61170      | CC Terres d'Argentan Interco               | 11,80            | 205 (2022)                        | 17                 | modifier les données · modifier les données |
| Joué-du-Bois                            | 61209      | CC du Pays fertois et du Bocage carrougien | 21,08            | 386 (2022)                        | 18                 | modifier les données · modifier les données |
| Joué-du-Plain                           | 61210      | CC Terres d'Argentan Interco               | 14,56            | 237 (2022)                        | 16                 | modifier les données · modifier les données |
| La Lande-de-Goult                       | 61216      | CC du Pays fertois et du Bocage carrougien | 28,57            | 186 (2022)                        | 6,5                | modifier les données · modifier les données |
| La Lande-de-Lougé                       | 61217      | CC Terres d'Argentan Interco               | 4,95             | 57 (2022)                         | 12                 | modifier les données · modifier les données |
| Lougé-sur-Maire                         | 61237      | CC Terres d'Argentan Interco               | 13,58            | 314 (2022)                        | 23                 | modifier les données · modifier les données |
| Méhoudin                                | 61257      | CC du Pays fertois et du Bocage carrougien | 3,85             | 121 (2022)                        | 31                 | modifier les données · modifier les données |
| Le Ménil-Scelleur                       | 61271      | CC du Pays fertois et du Bocage carrougien | 5,37             | 87 (2022)                         | 16                 | modifier les données · modifier les données |
| Monts-sur-Orne                          | 61194      | CC Terres d'Argentan Interco               | 30,90            | 874 (2022)                        | 28                 | modifier les données · modifier les données |
| La Motte-Fouquet                        | 61295      | CC du Pays fertois et du Bocage carrougien | 9,32             | 159 (2022)                        | 17                 | modifier les données · modifier les données |
| L'Orée-d'Écouves                        | 61228      | CU d'Alençon                               | 44,45            | 730 (2022)                        | 16                 | modifier les données · modifier les données |
| Rânes                                   | 61344      | CC Terres d'Argentan Interco               | 34,18            | 1 042 (2022)                      | 30                 | modifier les données · modifier les données |
| Rouperroux                              | 61357      | CC du Pays fertois et du Bocage carrougien | 9,78             | 175 (2022)                        | 18                 | modifier les données · modifier les données |
| Saint-Brice-sous-Rânes                  | 61371      | CC Terres d'Argentan Interco               | 9,45             | 139 (2022)                        | 15                 | modifier les données · modifier les données |
| Saint-Ellier-les-Bois                   | 61384      | CU d'Alençon                               | 13,68            | 257 (2022)                        | 19                 | modifier les données · modifier les données |
| Saint-Georges-d'Annebecq                | 61390      | CC Terres d'Argentan Interco               | 9,35             | 167 (2022)                        | 18                 | modifier les données · modifier les données |
| Saint-Martin-des-Landes                 | 61424      | CC du Pays fertois et du Bocage carrougien | 11,19            | 187 (2022)                        | 17                 | modifier les données · modifier les données |
| Saint-Martin-l'Aiguillon                | 61427      | CC du Pays fertois et du Bocage carrougien | 14,61            | 186 (2022)                        | 13                 | modifier les données · modifier les données |
| Saint-Ouen-le-Brisoult                  | 61439      | CC du Pays fertois et du Bocage carrougien | 9,75             | 125 (2022)                        | 13                 | modifier les données · modifier les données |
| Saint-Patrice-du-Désert                 | 61442      | CC du Pays fertois et du Bocage carrougien | 20,48            | 232 (2022)                        | 11                 | modifier les données · modifier les données |
| Saint-Sauveur-de-Carrouges              | 61453      | CC du Pays fertois et du Bocage carrougien | 11,42            | 239 (2022)                        | 21                 | modifier les données · modifier les données |
| Sainte-Marguerite-de-Carrouges          | 61419      | CC du Pays fertois et du Bocage carrougien | 8,69             | 211 (2022)                        | 24                 | modifier les données · modifier les données |
| Sainte-Marie-la-Robert                  | 61420      | CC du Pays fertois et du Bocage carrougien | 5,45             | 87 (2022)                         | 16                 | modifier les données · modifier les données |
| Sevrai                                  | 61473      | CC Terres d'Argentan Interco               | 8,11             | 285 (2022)                        | 35                 | modifier les données · modifier les données |
| Tanques                                 | 61479      | CC Terres d'Argentan Interco               | 6,22             | 157 (2022)                        | 25                 | modifier les données · modifier les données |
| Vieux-Pont                              | 61503      | CC Terres d'Argentan Interco               | 9,67             | 200 (2022)                        | 21                 | modifier les données · modifier les données |
| Canton de Magny-le-Désert               | 6115       |                                            | 518,18           | 12 608 (2022)                     | 24                 | modifier les données                        |

## Démographie
En 2022, le canton comptait 12 608 habitants, en évolution de −0,76 % par rapport à 2016 (Orne : −3,21 %, France hors Mayotte : +2,11 %).
| 2013   | 2018   | 2022   |
| ------ | ------ | ------ |
| 12 890 | 12 564 | 12 608 |